# Avatjärnen, Norrbotten
Avatjärnen är en sjö i Bodens kommun i Norrbotten och ingår i Töreälven-Vitåns kustområde.